# The Unwritten Code (film fra 1919)
The Unwritten Code er en amerikansk stumfilm fra 1919 af Bernard J. Durning.

## Medvirkende
- Shirley Mason som Kiru-San
- Ormi Hawley som Margaret
- Matt Moore som Dick Tower
- Frank O'Connor som Thompson
- T. Tamamoto som Kimura